# Rhyssalus gagates
Rhyssalus gagates är en stekelart som först beskrevs av Christian Gottfried Daniel Nees von Esenbeck 1834.  Rhyssalus gagates ingår i släktet Rhyssalus och familjen bracksteklar. Inga underarter finns listade i Catalogue of Life.